# Home de Ceprano
L'humà de Ceprano (Homo cepranensis) és un exemplar fòssil del crani d'un homínid, descobert per Italo Bidittu el 1994, a la localitat de Ceprano, província de Frosinone, a Itàlia. Després de la reconstrucció dels fragments trobats, realitzada pel geòleg Aldo Segre i la paleontòloga Eugenia Segre Naldini, es calcula que la capacitat craniana d'aquest espècimen podria ser d'uns 1.200 cc, fet que significa un cervell clarament major que el d'Homo ergaster i Homo erectus. S'ha estimat que aquest fòssil data de fa almenys 800.000 anys. S'ha proposat la denominació Homo cepranensis com a espècie diferent. El paleoantropòleg Antonio Ascenzi el considera com a Homo erectus i creu que també haurien de considerar-se les seves relacions amb Homo antecessor i Homo heidelbergensis.